# مسابقات فرمول یک فصل ۱۹۸۵
مسابقات فرمول یک فصل ۱۹۸۵ در سال ۱۹۸۵ میلادی برگزار شد. در این مسابقات آلین پراست (به انگلیسی: Alain Prost) از تیم مک‌لارن و با خودروی تی‌ای‌جی به قهرمانی رسید وی که در آغاز مسابقه در خط ۲ قرار داشت، بهترین زمان خود را در دور ۵ به دست آورد و در مجموع صاحب ۷۳ امتیاز شد.